# Jean Mons
Pour les articles homonymes, voir Mons (homonymie).
Cet article concerne le haut fonctionnaire. Pour le joueur de rugby, voir Jean Mons (rugby).
Jean Mons, né Jean Baptiste François Mons le 25 février 1906 à Argentat (Corrèze) et mort le 8 mai 1989 au Chesnay, est un haut fonctionnaire français. Grand résistant, il est nommé résident général de France en Tunisie de 1947 à 1950. De retour à Paris, il est mis en cause dans l'affaire des fuites en 1954.

## Biographie
D'abord instituteur (1925-1926) puis ingénieur des industries agricoles et contrôleur principal, il se tourne vite vers le syndicalisme. Secrétaire général du Syndicat national des contributions directes, il entre dès 1940 dans un mouvement français de résistance pendant la Seconde Guerre mondiale, Libération-Nord. Après avoir participé aux combats pour la libération de Paris, il est nommé secrétaire général de préfecture du département de la Seine le 2 septembre 1944.

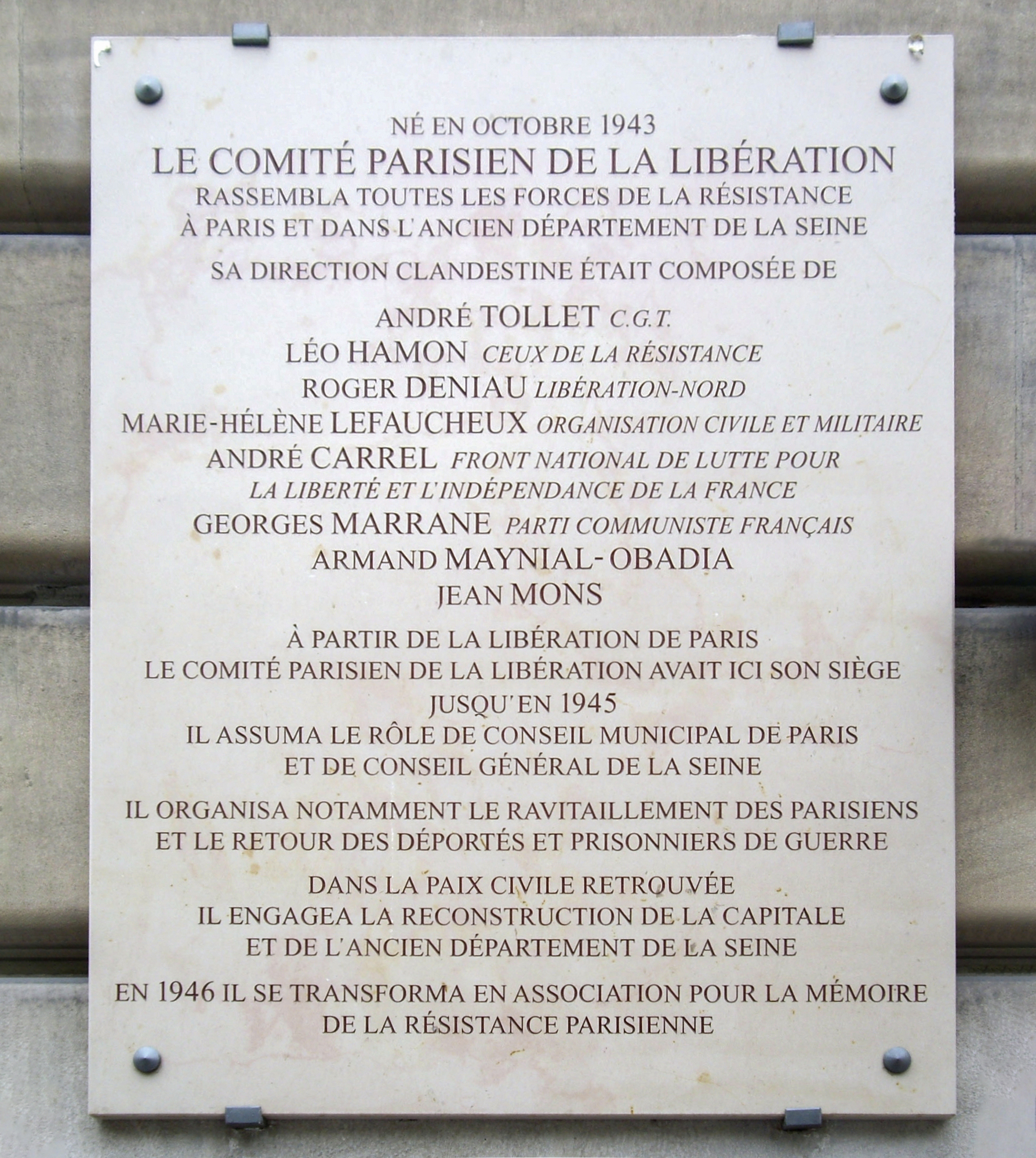
Plaque en mémoire du Comité parisien de la Libération au no 3 de le rue du Château-d'Eau à Paris.

Il y reste jusqu'au 16 décembre 1946, lorsque Léon Blum, président du Gouvernement provisoire de la République française, lui demande de diriger son cabinet. Il conserve son poste lorsque Paul Ramadier succède à Blum en devenant le premier président du Conseil de la IVe République le 22 janvier 1947. Deux mois plus tard, il part pour Tunis.

## Résident général de France en Tunisie
Le 21 février 1947, Jean Mons est nommé résident général de France en Tunisie en remplacement du général Charles Mast, avec la mission d'introduire des « réformes substantielles ».
La Tunisie est alors un protectorat français où le bey ne possède qu'un pouvoir apparent puisque son unique rôle se limite à signer les décrets que lui propose le résident. Face à la montée en puissance des mouvements nationalistes, il devient urgent de réformer le système en commençant par remplacer le grand vizir, poste alors occupé par Slaheddine Baccouche.
Mons commence par supprimer la censure de la presse. Puis, le 4 juin, il rencontre Mahmoud El Materi et M'hamed Chenik pour leur proposer de faire partie du gouvernement. Toutefois, devant le refus du gouvernement français d'autoriser le retour de Moncef Bey, ceux-ci déclinent la proposition. Mons se rabat alors sur Mustapha Kaak qu'il élève à la dignité de bâtonnier de l'Ordre des avocats le 18 juillet avant de le nommer grand vizir le lendemain.
On décide d'établir la parité en Conseil des ministres entre les Tunisiens et les Français. Les ministres sont maintenant devenus chefs de leur département, ainsi qu'ordonnateurs de leur budget, et le grand vizir préside le Conseil des ministres. Cependant, chaque ministre tunisien est flanqué d'un conseiller français chargé de contrôler son action.
À peine nommé, le nouveau gouvernement est confronté à une grève générale lancée par l'Union générale tunisienne du travail pour obtenir l'augmentation des salaires. À Sfax, la grève prend une tournure dramatique : les autorités françaises ordonnent le 5 août de dégager la gare et les ateliers de la Compagnie des phosphates et des chemins de fer de Gafsa et les manifestants se heurtent à la troupe ; les mitrailleuses et les blindés attaquent violemment les grévistes et font près de trente morts et 150 blessés.
Les réformes déçoivent vite : les délégués du Rassemblement français de Tunisie dénoncent les faibles avancées comme présentant « les plus grands dangers pour l'avenir de la présence française ». Devant cette pression encouragée par de hauts fonctionnaires, Jean Mons renonce aux réformes de la fonction publique, caïdale et municipale. Par ailleurs, on se rend bien vite compte que les ministres tunisiens sont toujours placés sous la tutelle de l'administration française.
La mort de Moncef Bey le 1er septembre 1948 lève l'hypothèse d'un retour du bey légitime aux yeux de tous les Tunisiens. La nouvelle légitimité de Lamine Bey l'encourage donc à prendre ses distances avec Kaak.
Au mois d'avril 1950, Lamine Bey écrit au président de la République française, Vincent Auriol, pour lui réclamer « l'introduction de réformes substantielles et nécessaires, susceptibles de satisfaire les aspirations des habitants du royaume ». Le message est entendu et un nouveau résident général, Louis Périllier, est nommé le 13 juin 1950.

## Après la Tunisie
À son retour à Paris, Jean Mons prend la direction du secrétariat général de la Défense. Il est toujours à ce poste lorsqu'éclate l'affaire des fuites en juin 1954. L'enquête révèle que ce sont les collaborateurs de Mons, René Turpin et Roger Labrusse, qui ont transmis aux journaux des informations confidentielles. Jean Mons est inculpé d'imprudence. Soupçonné d'être un agent soviétique, il prend pour avocats Paul Baudet, Pierre Didier et Roland Dumas. À l'issue du procès, Jean Mons est acquitté le 20 mai 1956.
Le 6 novembre 1956, il est nommé conseiller maître à la Cour des comptes. Il y termine sa carrière en 1971, avec l'« hermine » de président de chambre. Cinq ans plus tard, le 25 février 1976, il prend sa retraite. Il meurt le 8 mai 1989 au Chesnay près de Paris.

## Franc-maçonnerie
Initié à la franc-maçonnerie en 1945 dans la loge « La République » de la Grande Loge de France, il rejoint en 1965 la Grande Loge nationale française. Député grand maître le 4 décembre 1971, il est reconduit dans cette charge en 1974 et 1977. En 1978 il est désigné comme vénérable maître de la loge de recherches Villard de Honnecourt n°81. Le 6 décembre 1980, il est élu Grand-maître de la Grande Loge nationale française et réélu en 1983.

## Distinctions
- Commandeur de la Légion d'honneur[Quand ?]
- Grand officier de l'ordre national du Mérite, reçue le 19 novembre 1976[15]
- Croix de guerre 1939–1945 avec palmes
- Médaille de la Résistance française avec rosette (décret du 24 avril 1946)[16]

## Publication
- Jean Mons, Sur les routes de l'Histoire : cinquante ans au service de l'État, Paris, Albatros, 1981.